# 曼尼與摩迪
曼尼（Magni）與摩迪（ 或 Móði），他們都是索爾（Thor）的兒子。
曼尼比較年長，他是索爾第一次婚姻中，和女巨人雅恩莎撒（Jarnsaxa，铁石）的孩子，其名字的意思是「力」。由於海姆達爾（Heimdallr）的母親──九名海浪化身的揚波之女，其中一名也叫雅恩莎撒，所以也有人說他是海姆達爾同母異父的弟弟。他的力量是所有諸神中最大的，其臂力甚至比索爾還強。當索爾和巨人赫朗格尼爾（Hrungnir）決鬥並戰勝時，這巨人的屍體倒在索爾身上，沒有任何神可以搬得動，這時才出生三天的曼尼前來，輕鬆的就舉起巨人的大腿，救出了父親。因此索爾就把赫朗格尼爾的馬—古爾法克西（Gullfaxi。黃金之馬）送給了曼尼。
摩迪是索爾第二任妻子—希芙（Sif）的孩子，其名字的意思是「勇」或「憤怒」。其實在神話中，並沒有正式提到摩迪母親的名字，但一般都將他視作索爾和希芙所生。除了這兩個兒子外，索爾和西芙還有一個女兒斯露德（Thrud，力量）。
索爾的這兩名兒子在諸神的黃昏中，當索爾和耶夢加得（Jormungand）同歸於盡後，他們將繼承父親遺留下來的武器雷神之鎚，並在世界重生時接掌索爾的職務。

## 大眾文化
- 《戰神4》中的反派角色。